# William Stephens
William Dennison Stephens, född 26 december 1859 i Eaton i Ohio, död 24 april 1944 i Los Angeles i Kalifornien, var en amerikansk politiker som var Los Angeles borgmästare, ledamot av USA:s representanthus och Kaliforniens guvernör.

## Biografi
William Stephens skötte ämbetet som borgmästare i Los Angeles i mindre än en vecka i mars 1909. Han var ledamot av USA:s representanthus från Kalifornien 1911–1916 och viceguvernör i Kalifornien från 2 januari till 15 mars 1917. Han var därefter Kaliforniens guvernör från 1917 till 1923. Som guvernör var han republikan, men han hade tidigare varit medlem av 1912 års Progressive Party, Bull Moose Party. Efter tiden som guvernör arbetade han som advokat.